# Höllentour
Pour plus de détails, voir Fiche technique et Distribution.
Höllentour (en français, Tour d'enfer) est un film documentaire allemand réalisé par Pepe Danquart sorti en 2004.

## Synopsis
Le réalisateur Pepe Danquart suit avec une équipe de trois cadreurs l'équipe cycliste Deutsche Telekom pendant le Tour de France 2003, notamment Erik Zabel et Rolf Aldag, amis depuis plusieurs années. Danquart montre surtout le côté humain des sportifs, la douleur et les faiblesses du cycliste et le battage médiatique qui entoure le plus grand évènement sportif annuel.

## Fiche technique
- Titre : Höllentour
- Réalisation : Pepe Danquart assisté de Werner Schweizer (de)
- Scénario : Pepe Danquart
- Musique : Josef Bach, Till Brönner, Arne Schumann
- Photographie : Michael Hammon (de), Wolfgang Thaler, Filip Zumbrunn
- Son : Matz Müller
- Montage : Mona Bräuer
- Production : Mirjam Quinte
- Sociétés de production : Quinte Filmproduktion
- Société de distribution : NFP Distribution
- Pays d'origine :  Allemagne
- Langue : allemand
- Format : Couleur - 1,85:1 - Dolby Digital - 35 mm
- Genre : Documentaire
- Durée : 120 minutes
- Dates de sortie :
  -  Allemagne : 10 juin 2004.
  -  Suisse : 1er juillet 2004.
  -  Autriche : 18 février 2005.
  -  Pologne : 13 mai 2005.

## Distribution
- Erik Zabel
- Rolf Aldag
- Andreas Klöden
- Alexandre Vinokourov
- Steve Zampieri
- Dieter "Eule" Ruthenberg
- Mario Kummer

## Critiques
Les critiques ont reproché à Danquart une vue magnifiquement colorée, légèrement distancée du cyclisme, alors déjà sous le soupçon du dopage généralisé. Quand Zabel, Aldag et d'autres coureurs de l'équipe Deutsche Telekom ont avoué s'être dopés lors de l'affaire Puerto, Pepe Danquart prend ses distances avec son film.

## Source de la traduction
- (de) Cet article est partiellement ou en totalité issu de l’article de Wikipédia en allemand intitulé « Höllentour » (voir la liste des auteurs).